# Marťácky vrch
Marťácky vrch  (854 m n. m.), místně i Marťakovský kopec   je vrchol v severovýchodní části pohoří Javorníky v geomorfologické části Rakovská hornatina.
Od roku 2011 stojí na vrcholu 14 m vysoká rozhledna Zákopčie.

## Polohopis
Nachází se hranici okresů Čadca a Kysucké Nové Mesto přibližně 4 km jižně od centra obce Zákopčie a 8 km jihozápadně od Čadce, v centrální části Rakovské hornatiny na hlavním hřebeni Javorníků mezi Chotárnym kopcem a Kazíckou Kýčerou. Vrcholem prochází hranice katastrálních území Zákopčie a Ochodnica .

## Rozhledna

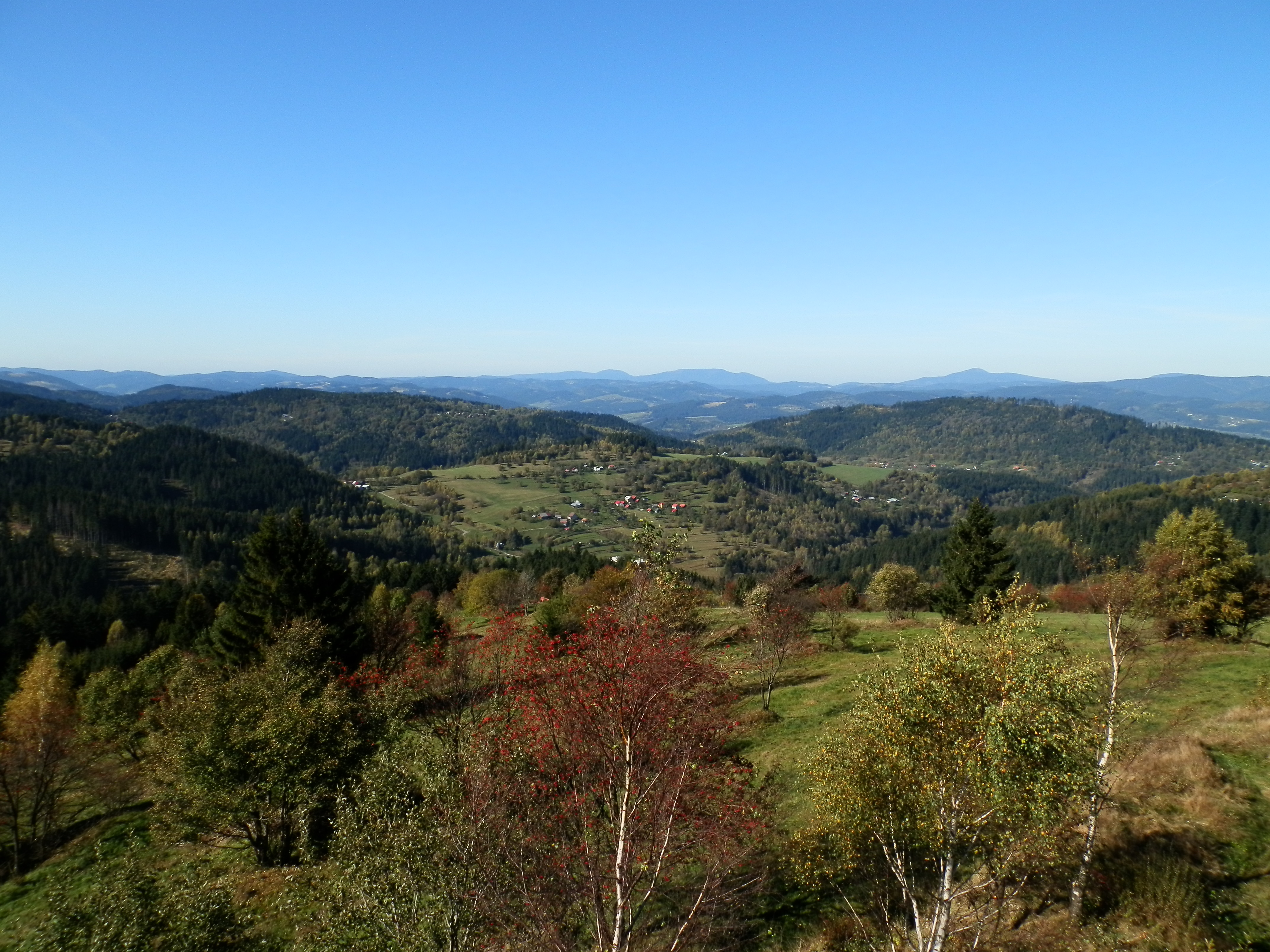
Výhled z rozhledny

V letech 2009 - 2011 byla na vrcholu Marťáckeho vrchu postavena rozhledna Zákopčie. Čtrnáct metrů vysoká stavba je postavena z přírodních materiálů (kámen a dřevo). Rozhledna poskytuje kruhový výhled, při němž je kromě blízkých Javorníků viditelná i Lysá hora v Moravskoslezských Beskydech, Velká Rača v Kysuckých Beskydech a Velký Rozsutec v Malé Fatře . 

## Přístup
V oblasti prochází  červeně značená trasa (Javornická magistrála) z Čadce do Sedla pod Grapou, která obchází vrchol východním směrem a od které vede k rozhledně značená odbočka. V osadě Petránky se křižuje s  modře značenou trasou (Cesta Vila Galvánka  ) z Kysuckého Nového Města do centra Zákopčie.  
Nejkratší cesta na vrchol, vhodná i pro rodiny s dětmi, je z konečné autobusů v osadě U Rulcov přes osadu U Trnkov.